# Vampire Boys
Vampire Boys je americký hraný film z roku 2011, který režíroval Charlie Vaughn. Film pojednává o upírovi, který je přitahován k mladému studentovi.

## Děj
Caleb přijíždí z Ohia studovat do Los Angeles a ubytuje se jako spolubydlící u svého nového spolužáka Paula. Hned na začátku školního roku se seznámí s tajemným Jasinem a jeho třemi přáteli. Jasin je upír, který potřebuje pro své přežití po 100 letech najít smrtelníka, vyvoleného, díky kterému bude žít věčně. Jinak zemře a spolu s ním i jeho tři přátelé Logan, Dane a Adam. Jasin si už sice vybral dívku Taru, která se chce stát upírkou, ale Jasin cítí, že teprve Caleb je ten pravý. Logan je proti, bojí se o svoji nesmrtelnost, protože si Jasin stále není zcela jistý a do úplňku zbývá pouze jeden den. Unese proto Taru, aby donutil Jasina vybrat si ji. V souboji Jasin Logana zabije. Z Tary a Caleba se stanou upíři a nesmrtelnost všech je tak zajištěna.

## Obsazení
| Jason Lockhart   | Jasin  |
| Christian Ferrer | Caleb  |
| Dylan Vox        | Logan  |
| Jess Allen       | Dane   |
| Tanner Acord     | Adam   |
| Ryan Adames      | Paul   |
| Zasu             | Tara   |
| Greg McKeon      | Eli    |
| Walter Delmar    | Trevor |
| Marlene Mc'Cohen | Jen    |
| Michael Shoel    | Chub   |
| Creep Creepersin | Clete  |
| Buz Wallick      | Cleb   |